# Зиззо, Сэл
Сальваторе Зиззо-младший (англ. Salvatore "Sal" Zizzo Jr.; род. 3 апреля 1987, Сан-Диего, Калифорния, США) — американский футболист, полузащитник.

## Клубная карьера

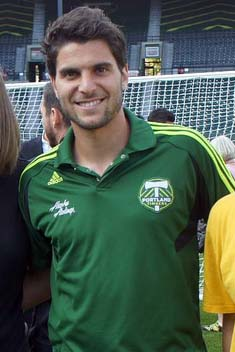
Зиззо в футболке «Портленд Тимберс»

Во время обучения в школе Зиззо начал заниматься футболом и бейсболом. После поступления в Калифорнийский университет в Лос-Анджелесе он начал выступать за футбольную команду учебного заведения. В 2006 и 2007 годах Сэл также выступал за команду «Ориндж Каунти Блю Стар» из USL PDL.
В 2007 году после молодёжного чемпионата мира Зиззо подписал контракт с немецким клубом «Ганновер 96». 10 мая 2008 года в матче против «Вердера» он дебютировал в Бундеслиге. Из-за высокой конкуренции Сэл выступал в основном за дублирующую команду. Летом 2009 года он на правах аренды перешёл в дюссельдорфскую «Фортуну», но из-за разрыва связок дебютировать за клуб так и не смог.
21 июля 2010 года Зиззо вернулся на родину и присоединился к «Чивас США». 22 августа в матче против «Далласа» он дебютировал в MLS.
15 февраля 2011 года Сэл был обменян в «Портленд Тимберс» на распределительные средства. 26 марта в матче против канадского «Торонто» он дебютировал за свой новый клуб. 15 августа 2012 года в поединке против «Торонто» Зиззо забил свой первый гол в MLS.
13 декабря 2013 года он перешёл в «Спортинг Канзас-Сити» за распределительные средства. 8 марта 2014 года в матче против «Сиэтл Саундерс» Сэл дебютировал за новую команду. 23 сентября в поединке Лиги чемпионов КОНКАКАФ 2014/15 против никарагуанского «Реал Эстели» Зиззо забил свой первый гол за «Спортинг Канзас-Сити».
10 декабря 2014 года на драфте расширения MLS Сэл был выбран клубом «Нью-Йорк Сити», но на следующий день он был обменян в «Нью-Йорк Ред Буллз» на годовую аренду вратаря Райана Мары. 9 марта в матче против своего бывшего клуба «Спортинг Канзас-Сити» он дебютировал за новую команду. В своём дебютном сезоне Зиззо помог клубу завоевать Supporters’ Shield. По окончании сезона 2017 «Нью-Йорк Ред Буллз» объявил о не продлении контракта с Зиззо.
30 января 2018 года Зиззо в качестве свободного агента подписал контракт с клубом «Атланта Юнайтед». Его дебют за «Атланту Юнайтед» состоялся 31 марта в матче против «Миннесоты Юнайтед», где он заменил во втором тайме Эктора Вильяльбу. В начале августа на тренировке Зиззо получил травму правого колена, из-за чего пропустил оставшуюся часть сезона 2018. После окончания сезона 2018 «Атланта Юнайтед», завоевавшая Кубок MLS, не продлила контракт с Зиззо.
21 мая 2019 года Сэл Зиззо официально объявил о завершении футбольной карьеры.
11 декабря 2019 года Зиззо возобновил карьеру, став первым игроком новой франшизы Чемпионшипа ЮСЛ «Сан-Диего Лойал». 7 марта 2020 года он участвовал в дебютном матче клуба, соперником в котором был «Лас-Вегас Лайтс». По окончании сезона 2021 Зиззо повторно объявил о завершении футбольной карьеры.

## Международная карьера
В 2007 году Зиззо в составе молодёжной сборной США дошёл до четвертьфинала молодёжного чемпионата мира в Канаде. 22 августа того же года в товарищеском матче против сборной Швеции Сэл дебютировал за сборную США, заменив во втором тайме Дамаркуса Бизли. Выступал и за олимпийскую сборную, но на Олимпиаду 2008 не поехал.

## Достижения
Командные
 «Нью-Йорк Ред Буллз»
- Supporters’ Shield — 2015

 «Атланта Юнайтед»
- Кубок MLS — 2018

## Личная жизнь
Сэл имеет итальянские корни, так как его родители из Палермо, это обстоятельство помогло ему при проведении переговоров о переходе в немецкий «Ганновер 96». В ноябре 2013 года он женился на американской актрисе Дестени Мониц, вскоре у них родилась дочь Капри.